# 야코 판덴호번
야코 판덴호번(Jaco van den Hoven, 1990년 5월 6일 ~ )은 네덜란드의 모델이다.